# Erlakogel
Erlakogel är ett berg i Österrike.   Det ligger i distriktet Gmunden och förbundslandet Oberösterreich, i den centrala delen av landet, 190 km väster om huvudstaden Wien. Toppen på Erlakogel är 1 575 meter över havet, eller 579 meter över den omgivande terrängen. Bredden vid basen är 7,6 km.
Terrängen runt Erlakogel är bergig åt sydväst, men åt nordost är den kuperad. Närmaste större samhälle är Ebensee, 3,7 km väster om Erlakogel. 
I omgivningarna runt Erlakogel växer i huvudsak blandskog. Runt Erlakogel är det ganska tätbefolkat, med 58 invånare per kvadratkilometer.